# 1100 Louisiana Building
1100 Louisiana Building ou Enterprise Plaza é um arranha-céu, actualmente é o 160º arranha-céu mais alto do mundo, com 228 metros (748 ft). Edificado na cidade de Houston, Estados Unidos, foi concluído em 1980 com 55 andares.